# Qairat Omarow

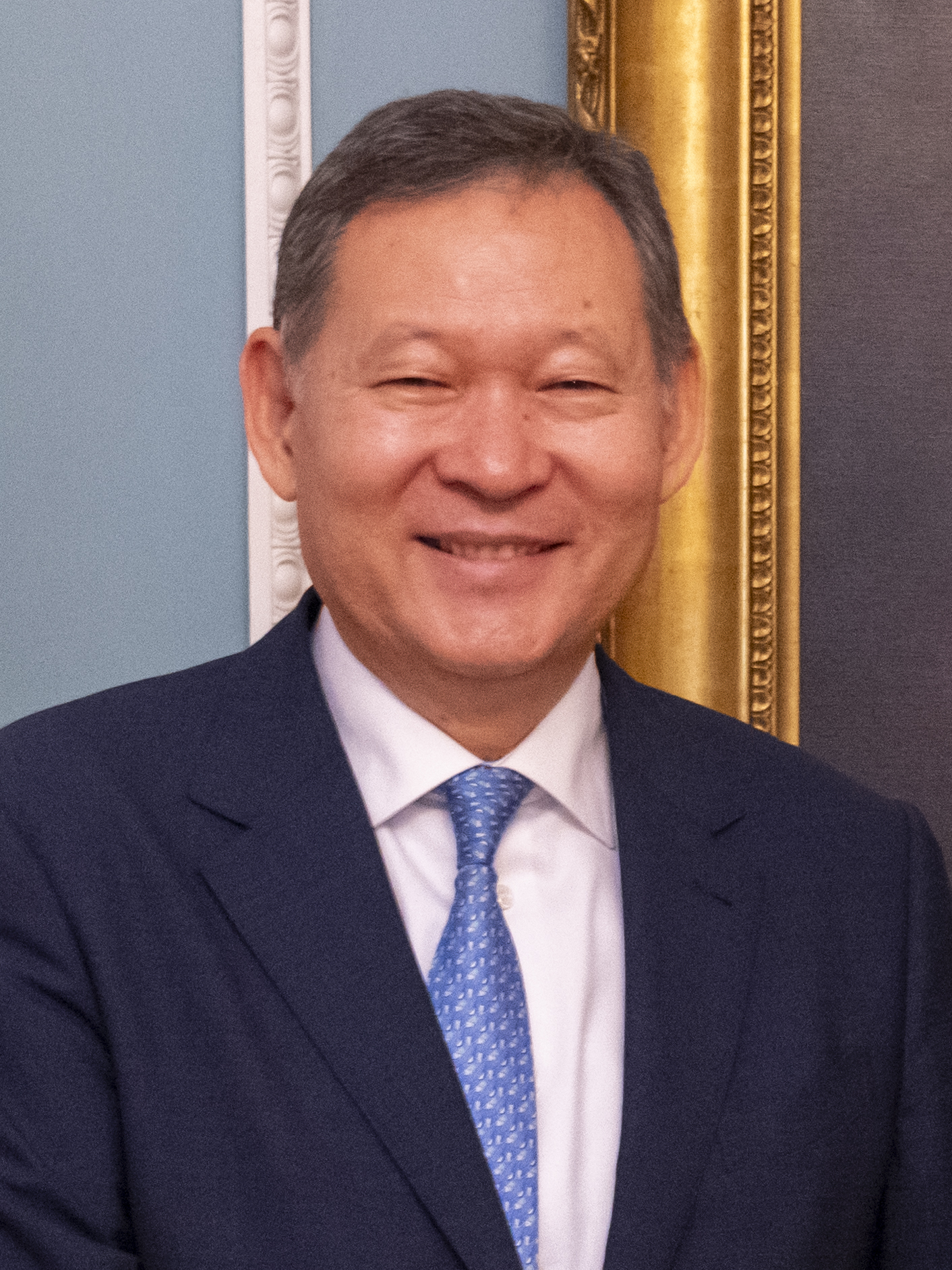
2023

Qairat Jermekuly Omarow (kasachisch Қайрат Ермекұлы Омаров, russisch Кайрат Ермекович Умаров Kairat Jermekowitsch Umarow; * 12. Januar 1963 in Fargʻona, Usbekische SSR) ist ein kasachischer Politiker und Diplomat und seit 2013 kasachischer Botschafter in den Vereinigten Staaten.

## Biografie
Nachdem Omarow sein Studium als Lehrer für Englisch und Französisch an der Kasachischen Nationalen Pädagogischen Universität im kasachischen Almaty absolviert hatte, diente er zunächst in der sowjetischen Armee. Von 1997 an war er unter anderem als Lehrer an der Kasachischen Akademie der Wissenschaften tätig.
1992 wurde Omarow zweiter und dann erster Sekretär der Abteilung für Europa und Amerika im Außenministerium der Republik Kasachstan, bevor er 1994 bis 1996 erster Sekretär und Berater der Botschaft der Republik Kasachstan in den Vereinigten Staaten war. 1996 wechselte er erneut ins Außenministerium und bekleidete dort bis 1998 verschiedene Posten. Bis ins Jahr 2004 war Qayrat Omarow zum zweiten Mal als Berater an der kasachischen Botschaft in den USA angestellt.
Als Botschafter vertrat Omarow von 2004 bis 2009 die Interessen Kasachstans in Indien und von 2008 bis 2009 auch in Sri Lanka.
Von September 2009 bis Januar 2013 war er stellvertretender Minister für Auswärtige Angelegenheiten der Republik Kasachstan. Am 4. Januar 2013 wurde Omarow kasachischer Botschafter in den Vereinigten Staaten.

## Auszeichnungen
- Orden Kurmet
- Medaille „10 Jahre Astana“
- Medaille „10 Jahre Unabhängigkeit der Republik Kasachstan“
- Medaille „10 Jahre Verfassung von Kasachstan“
- Medaille „10 Jahre Parlament der Republik Kasachstan“